# Willdenowia rugosa
Willdenowia rugosa är en gräsväxtart som beskrevs av Esterh. Willdenowia rugosa ingår i släktet Willdenowia och familjen Restionaceae. Inga underarter finns listade i Catalogue of Life.